# Údolní nádrž Hostivař
Údolní nádrž Hostivař är en reservoar i staden Prag i Tjeckien.   Den ligger 10 km sydost om Prags centrum. Den sträcker sig 0,8 kilometer i nord-sydlig riktning, och 1,2 kilometer i öst-västlig riktning.